# Distretto di Chaloem Phra Kiat (Nan)
Il distretto di Chaloem Phra Kiat (in thailandese: เฉลิมพระเกียรติ) è un distretto (amphoe) della Thailandia, situato nella provincia di Nan.